# Carl Albert Fagerman
Carl Albert Fagerman, född 13 maj 1883, död 25 januari 1972, var en svensk båtkonstruktör och varvsägare.
Carl Albert Fagerman arbetade på Rudéns Båtvarf i Torsvik i Lidingö, på Bolinder Munktells modellsnickeri och på Neglingevarvet i Saltsjöbaden. Han anställdes omkring 1920 som konstruktör på båtvarvet Nya Bolaget Sjöexpress i Lidingö under Henning Forslund. Han var på varvet 15 år, varefter han grundade ett eget båtvarv utanför Djursholm. Detta drev han till 1957, varefter hans barn tog över. Fagerman är begravd på Danderyds kyrkogård.

## Konstruerade båtar i urval
- Ran, förruffad passbåt, byggd efter 1923.[3]
- Pilen, byggd 1926 på Nya Bolaget Sjöexpress, ritad av Einar Runius tillsammans med Carl Albert Fagerman
- M/Y Tärnan, byggd 1926 på Nya Bolaget Sjöexpress,ritad av Henning Forslund tillsammans med Carl Albert Fagerman
- Den förruffade passbåten M/Y Esso, byggd 1930 på Nya Bolaget Sjöexpress, längd 8,5 meter, bredd 1,95 meter, k-märkt av Sjöhistoriska museet.
- Den förruffade passbåten M/Y Eystra, byggd 1930, längd 8,5 meter, bredd 1,95 meter, k-märkt av Sjöhistoriska museet.[4]
- M/Y Aavor, 9,7 meter lång, daycruiser, byggd 1929–1929 på Nya Bolaget Sjöexpress, ritad av Henning Forslund tillsammans med Carl Albert Fagerman